# Heinrich Nepomuk János
Ómoraviczai Heinrich Nepomuk János, Heinrich János Nepomuk Zsigmond (Pest, 1818. – Budapest, 1888. február 9.) orvosdoktor, fürdő-tulajdonos, a Ferenc József-rend lovagja.

## Életpályája
A bécsi egyetemen 1841-ben nyert orvosdoktori oklevelet. 1860-ban a budai Rácz-fürdőt megvette és újból felépíttette. A Margit-szigeti, a Baden-Badeni gyógyfürdő és a bécsi Römer-bad is az ő tervei szerint épültek.

## Művei
- Cikke a Hazánk és a Külföldben (1871 Dal Cin Regina a paraszt nőorvos.)
- Dissertatio inaug. medico-ophthalmiatrica sistens quaedam de diagnosi cataractae. Vindobonae, 1841.
- Emlékirat a pesti városligetbe vezető közúti vaspályáról. Pest, 1867. (Ugyanez román és szerb nyelven is. Pest, 1867.)